# Майське (Акжарський район)
Ма́йське (каз. Май) — село у складі Акжарського району Північноказахстанської області Казахстану. Адміністративний центр та єдиний населений пункт Майського сільського округу.
Населення — 411 осіб (2021; 556 у 2009, 867 у 1999, 1517 у 1989).
Національний склад станом на 1989 рік:
- казахи — 59 %.